# やえやま (掃海艦)
やえやま（ローマ字：JS Yaeyama, MSO-301）は、海上自衛隊の掃海艦。やえやま型掃海艦の1番艦。艦名は八重山列島に由来する。

## 艦歴
「やえやま」は、海上自衛隊初の掃海艦である。中期防衛力整備計画に基づく平成元年度計画掃海艦301号艦として、日立造船神奈川工場で1990年8月30日に起工され、1991年8月29日に進水、1993年3月16日に就役し、第2掃海隊群に直轄艦として編入され横須賀に配備された。同年3月23日、第2掃海隊群隷下に第51掃海隊が新編され、同日付で就役した2番艦「つしま」とともに編入。
2000年3月13日、掃海部隊の再編により掃海隊群が新編され、第51掃海隊が掃海隊群隷下に編入。
2001年6月11日から22日までの間、シンガポール周辺海域で実施された第1回西太平洋掃海訓練に掃海母艦「ぶんご」、掃海艦「とびしま」とともに参加した。
2011年3月11日に発生した東北地方太平洋沖地震による東日本大震災に対し、災害派遣のため横須賀から出港する。
2014年10月27日から11月13日までの間、掃海母艦「ぶんご」とともにアラビア半島周辺海域で実施された米国主催第3回国際掃海訓練に参加した。
2016年6月28日、除籍。総航程距離は281,784.5NM（地球約13周分）、総航海時数は38,504.0時間（1605日）に及んだ。

## 兵装
機雷処分用として、前甲板にJM-61-M 20mm多銃身機銃 1基を装備する。